# Хімічний знак

Хімі́чний зна́к — хімічний символ, скорочене літерне позначення хімічного елемента. Сучасні хімічні знаки складаються з першої літери або з першої та однієї з наступних літер латинської назви елементів.
У хімічних формулах і хімічних рівняннях кожний хімічний знак показує, крім назви елемента, відносну масу, що дорівнює його атомній масі. Для позначення ізобарів та ізотопів до їх хімічного знаку додають зліва вгорі (іноді справа) масове число; атомний номер пишуть знизу зліва. Якщо бажають позначити не нейтральний атом, а йон, то вгорі справа ставлять заряд йона. Знизу справа вказують число атомів даного елемента у молекулі.

## Хімічні знаки у різних країнах
Наведені в Періодичній таблиці елементів хімічні знаки є міжнародними, але поряд з ними в деяких країнах уживаються знаки, утворені від національних назв елементів. Наприклад, у Франції замість хімічного знака азоту N, берилія Be і вольфраму W прийняті Az (Azote), Gl (Glucinium) и Tu (Tungstène)[джерело?]. У США замість знаку ніобію Nb часто застосовують Cb (Columbium). Незагальноприйняті назви й знаки елементів з атомними номерами 102 и 103 (нобелій та лоуренсій).
У Китаї використовують власний варіант хімічних знаків, заснований на китайських символах. Більшість символів були винайдені в XIX — XX століттях. Символи для металів (крім ртуті) використовують радикал 钅або 金 («золото», метал взагалі), для твердих неметалів — радикал 石 («камінь»), для рідин — 水 («вода»), для газів — 气 («пара»). Наприклад, символ молібдену 钼 складається з радикала 钅 і фонетика 目, який задає вимовляння mu4.

## Походження

Алхімічні символи елементів. 1 — олово, 2 — свинець, 3 — золото, 4 — сірка, 5 — ртуть, 6 — срібло, 7 — залізо.

Хіміки стародавнього світу й середніх віків застосовували для позначення речовин, хімічних реакцій і приладів символічні зображення, буквені скорочення, а також їх сполучення. Сім металів стародавності зображали астрономічними знаками семи небесних світил: Сонця (☉, золото), Місяця (☽, срібло), Юпітера (♃, олово), Венери (♀, мідь), Сатурна (♄, свинець), Меркурія (☿, ртуть), Марса (♁, залізо). Метали, відкриті в XV–XVIII століттях, — вісмут, цинк, кобальт — позначали першими літерами їх назв.

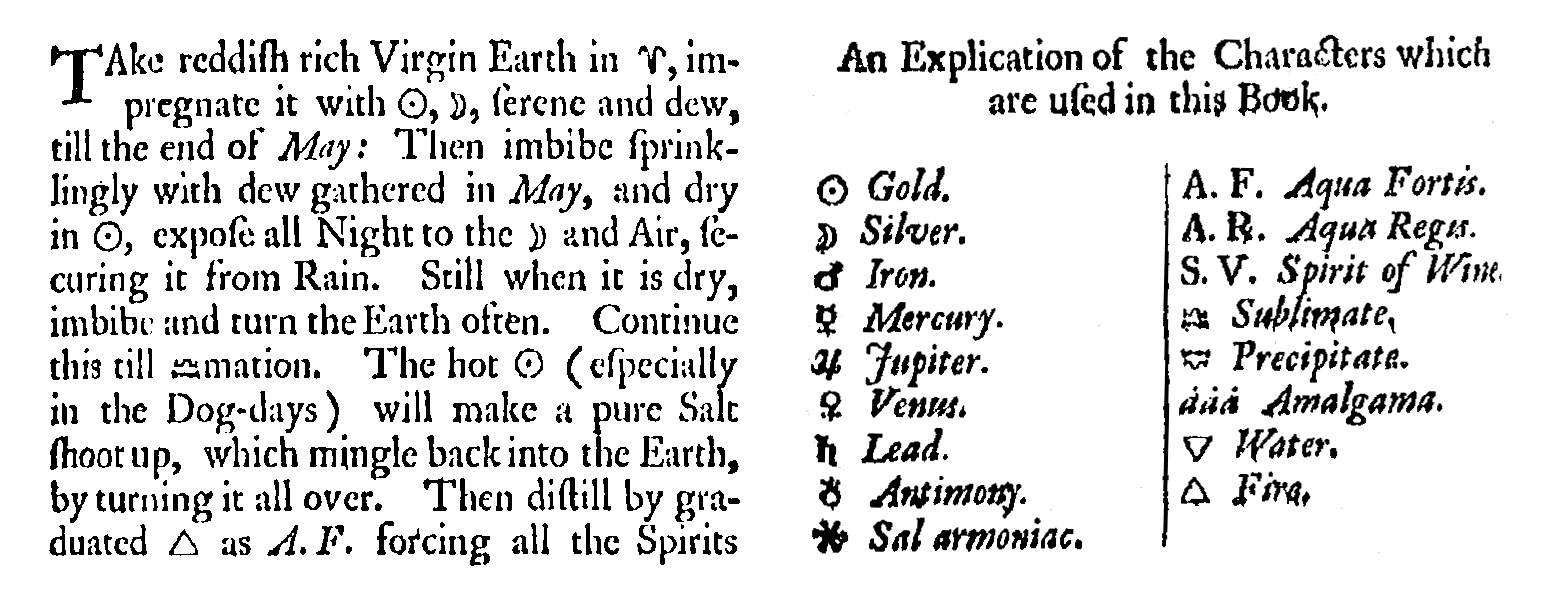
Витяг з книги 17 століття по алхімії.

Знак етанолу (лат. spiritus vini) складений з літер S та V. Знаки міцної горілки (лат. aqua fortis, нітратна кислота) і золотої горілки (лат. aqua regis, царська вода, суміш соляної й нітратної кислот) складені зі знака води Ñ та великих літер F і R відповідно. Знак скла (лат. vitrum) утворений з двох літер V — прямої та перевернутої.
Спроби впорядкувати старовинні хімічні знаки продовжувалися до кінця 18 століття. На початку 19 століття англійський хімік Джон Дальтон запропонував позначати атоми хімічних елементів кружками, всередині яких поміщались крапки, рисочки, початкові літери англійських назв металів тощо. Хімічні знаки Дальтона отримали деяке поширення у Великій Британії та в Західній Європі, але невдовзі були витіснені чисто буквеними знаками, які 1814 року запропонував шведський хімік Єнс Якоб Берцеліус. Висловлені ним принципи складання хімічних знаків зберегли свою силу дотепер. У Росії перше друковане повідомлення про хімічні знаки Берцеліуса зробив 1824 року московський лікар Зацепін.